# Bahnstrecke Morzeszczyn–Gniew
| Bahnhof Gniew, 2010 |                      |                                             |                                             |
| Streckennummer: | 244                  |                                             |                                             |
| Streckenlänge: | 11,239 km            |                                             |                                             |
| Spurweite: | 1435 mm (Normalspur) |                                             |                                             |
| |                      |                                             |                                             |
| \| \| \| von Laskowice Pomorskie (Laskowitz) \| \| \| \| 0,000 \| Morzeszczyn (Morroschin/Leutmannsdorf) \| 48 m \| \| \| \| nach Tczew (Dirschau) \| \| \| \| 5,848 \| Brody Pomorskie (Deutsch Brodden) \| 26 m \| \| \| \| Ferse \| \| \| \| 9,140 \| Brodzkie Młyny (Broddener Mühle) \| 22 m \| \| \| \| von Wielkie Walichnowy (Groß Falkenau) \| \| \| \| \| Gniew Wąskotorowy (Mewe Stadt) \| \| \| \| 11,239 \| Gniew (Mewe Stsbf/Mewe) \| 19 m \| \| \| \| nach Lewy Brzeg Wisły (Linkes Weichselufer) \| \| |                      |                                             |                                             |
| Strecke |                      | von Laskowice Pomorskie (Laskowitz)         | von Laskowice Pomorskie (Laskowitz)         |
| Bahnhof | 0,000                | Morzeszczyn (Morroschin/Leutmannsdorf)      | 48 m                                        |
| Abzweig ehemals geradeaus und nach links |                      | nach Tczew (Dirschau)                       | nach Tczew (Dirschau)                       |
| Bahnhof (Strecke außer Betrieb) | 5,848                | Brody Pomorskie (Deutsch Brodden)           | 26 m                                        |
| Brücke über Wasserlauf (Strecke außer Betrieb) |                      | Ferse                                       | Ferse                                       |
| Bahnhof (Strecke außer Betrieb) | 9,140                | Brodzkie Młyny (Broddener Mühle)            | 22 m                                        |
| Strecke (außer Betrieb) · Strecke von links (außer Betrieb) |                      | von Wielkie Walichnowy (Groß Falkenau)      | von Wielkie Walichnowy (Groß Falkenau)      |
| Strecke (außer Betrieb) · Bahnhof (Strecke außer Betrieb) |                      | Gniew Wąskotorowy (Mewe Stadt)              | Gniew Wąskotorowy (Mewe Stadt)              |
| Kopfbahnhof Streckenende (Strecke außer Betrieb) · Strecke (außer Betrieb) | 11,239               | Gniew (Mewe Stsbf/Mewe)                     | 19 m                                        |
| Strecke (außer Betrieb) |                      | nach Lewy Brzeg Wisły (Linkes Weichselufer) | nach Lewy Brzeg Wisły (Linkes Weichselufer) |

Die Bahnstrecke Morzeszczyn–Gniew (Morroschin/Leutmannsdorf–Mewe) war eine eingleisige und nicht elektrifizierte Eisenbahnstrecke in der polnischen Woiwodschaft Pommern.

## Verlauf

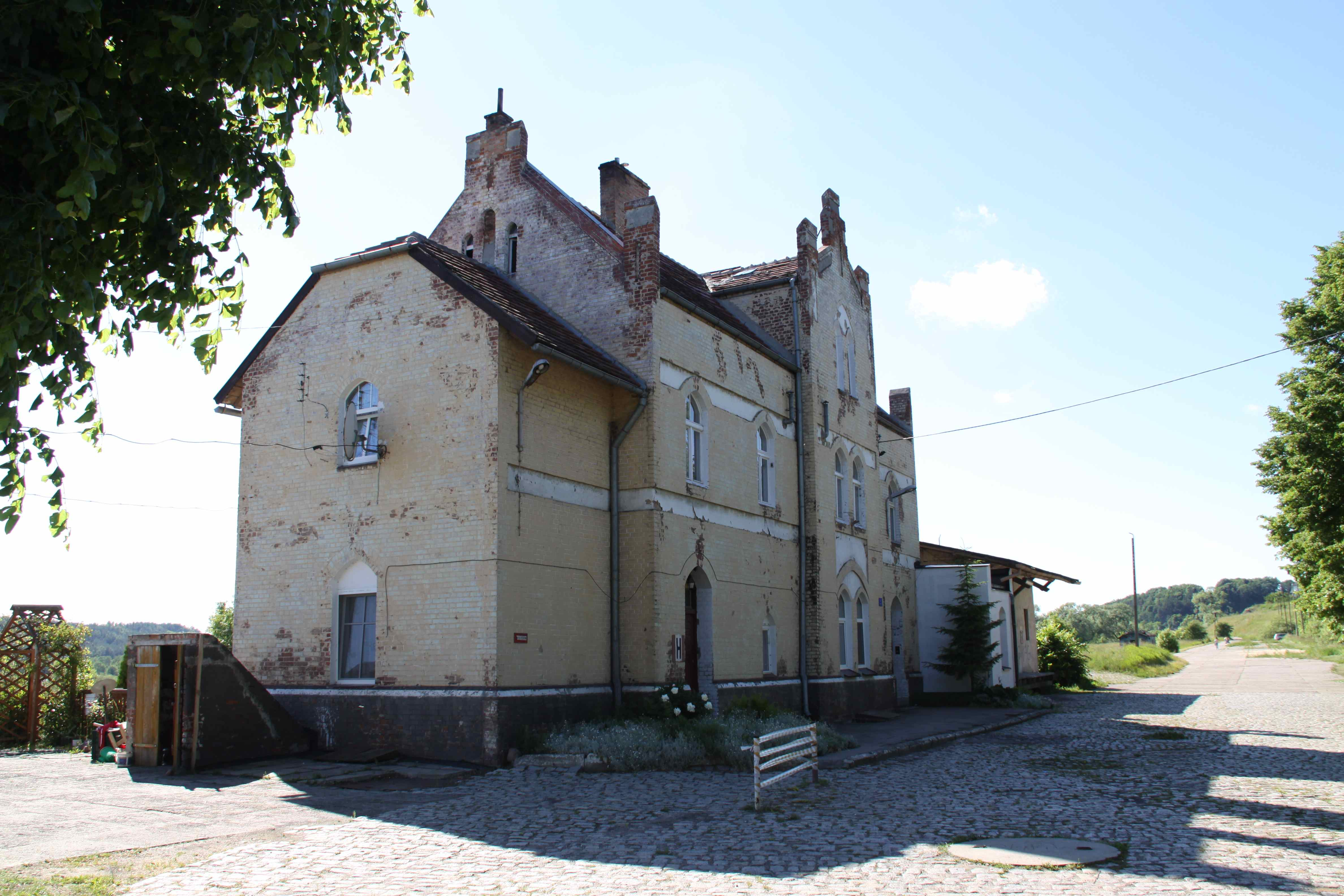
Bahnhof Gniew

Die durchgängig eingleisige und nicht elektrifizierte Strecke begann im Bahnhof Morzeszczyn (Morroschin/Leutmannsdorf) an der Bahnstrecke Chorzów–Tczew, von der sie nordwestwärts abbog, um nach dem Bahnhof Brody Pomorskie (Deutsch Brodden; km 5,848) wieder etwas südlich zu verlaufen und nach Überquerung der Ferse bei Brodzkie Młyny (Broddener Mühle; km 9,140) den Endbahnhof Gniew (Mewe Staatsbahnhof/Mewe; km 11,239) zu erreichen, bei dem der Schmalspurbahnhof der Marienwerder Kleinbahnen lag.

## Geschichte
Die Strecke wurde am 5. Januar 1905 als Nebenbahn der Preußischen Staatseisenbahnen eröffnet. Mit der Abtretung des Danziger Korridors an die Zweite Polnische Republik nach dem Ersten Weltkrieg und gemäß dem Vertrag von Versailles kam die Strecke zu den Polnischen Staatseisenbahnen. Während der deutschen Besetzung Polens im Zweiten Weltkrieg 1939–1945 war sie Teil der Deutschen Reichsbahn, nach Kriegsende wurde sie wieder polnisch. Am 10. Juli 1989 wurde der Personenverkehr eingestellt, 1992 wurde die Strecke stillgelegt.